# San Miguel de Aco
San Miguel de Aco es una localidad que pertenece al distrito de San Miguel de Aco, provincia de Carhuaz en el departamento de Áncash en el Perú.
El poblado está ubicado a 35 km de Huaraz. Tiene una altura media de 3,450 m s.n.m y pertenece a la comunidad Campesina de Tupac Yupanqui, sector Atoqpampa, del Centro Poblado de Atoqpampa.

## Atractivos turísticos
- Honqopampa, se caracteriza por sus restos arqueológicos que datan de la misma época de Willcawain (700 a 1000 d. C.). Se ubica en el flanco oeste de la Cordillera Blanca y consiste en un conjunto de viviendas rectangulares con patio central y una necrópolis de chullpas o mausoleos de dos pisos. El más grande tiene seis puertas y veinte cuartos en el primer piso.
- Cataratas de Yuracyacu, Pactsa Gallo Huacan, Qayarec Paccha, Pactsapa Shimin.
- Quebrada Aquilpo.
- Lagunas de Uruscocha (hembra y macho).
- Nevados de Aquilpo, Toclla y Urus. Alta montaña
- Bosques de Quenuales.
- Pinturas Rupestres.

## Festividades
- San Miguel Arcángel